# بيتر ر. آرنوت
بيتر ر. آرنوت (بالإنجليزية: Peter R. Arnott)‏ هو كاتب أغاني وملحن أمريكي، ولد في 1932.